# Adónios Mástoras
Adónios Mástoras (en grec moderne : Αντώνιος Μάστορας, né le 6 janvier 1991) est un athlète grec, spécialiste du saut en hauteur.

## Biographie
Il bat son record en salle, en le portant à 2,31 m, pour remporter la médaille d'argent ex æquo lors des Championnats d'Europe d'athlétisme en salle 2015 à Prague. Le 17 juin 2014, il franchit 2,30 m à Ostrava, deuxième du concours.
Le 4 juillet 2015, il termine sur le podium du meeting Areva en battant son record de la saison en 2,29 m, ce qui le qualifie pour les Championnats du monde à Pékin. Le 7 juillet 2015, il franchit 2,30 m à Székesfehérvár.

## Palmarès
| Date | Compétition                       | Lieu      | Résultat | Marque |
| ---- | --------------------------------- | --------- | -------- | ------ |
| 2008 | Championnats du monde juniors     | Bydgoszcz | 6e       | 2,17 m |
| 2013 | Championnats d'Europe en salle    | Göteborg  | 4e       | 2,29 m |
| 2013 | Championnats d'Europe par équipes | Gateshead | 8e       | 2,15 m |
| 2013 | Jeux méditerranéens               | Mersin    | 5e       | 2,21 m |
| 2013 | Championnats d'Europe espoirs     | Tampere   | 3e       | 2,26 m |
| 2015 | Championnats d'Europe en salle    | Prague    | 2e       | 2,31 m |

## Records
| Épreuve         | Épreuve   | Marque | Lieu                   | Date                        |
| --------------- | --------- | ------ | ---------------------- | --------------------------- |
| Saut en hauteur | Plein air | 2,30 m | Ostrava Székesfehérvár | 17 juin 2014 7 juillet 2015 |
| Saut en hauteur | En salle  | 2,31 m | Prague                 | 8 mars 2015                 |